# Joanna Pettet
Joanna Pettet (ur. 16 listopada 1942) – brytyjska aktorka filmowa i telewizyjna.

## Filmografia
seriale
- 1961: Doktor Kildare (serial telewizyjny) jako Yvonne Barlow
- 1977: Statek miłości jako Carol Hanson
- 1984: Napisała: Morderstwo jako Virginia McCormack

film
- 1966: Przyjaciółki (film) jako Kay
- 1978: The Evil jako Dr. Caroline Arnold
- 1989: Just Tipsy, Honey jako Carolyn Adams